# 정청춘
《정청춘》(正青春)은 2021년 방송되었던 중국의 드라마이다.

## 소개
- 사회초년생인 90년대생 신입 장샤오위는 천부적인 영업적 재능으로 세계적으로 유명한 화장품회사 SW 영업 총책임자 임예의 총애를 받아 업무기회를 얻게 된다. 직장에서 함께 싸우며, 결국 사업적 꿈과 자신의 가치를 이루는 이야기

## 등장 인물
- 우진옌 - 장샤오위 역
- 인타오 - 린루이 역
- 허룬둥 - 온철 역
- 쭤샤오칭 - 팡징 역
- 류민타오 - 서완정 역
- 홍요 (洪尧) - 단딩 역
- 푸징 (傅菁) - 진샤오페이 역
- 장난 - 링샤오샤오 역
- 왕슈주 - 동신란 역
- 쉬제얼 (Jill Hsu) - 셀레나 역
- 조구의 (赵久毅) - 탄웨이룬 역
- 왕자동 (王紫潼) - 차이차이지에 역